# Olympische Winterspiele 1988/Teilnehmer (Liechtenstein)
| Gelbes Symbol für Goldmedaillen mit stilisierten Olympischen Ringen | Graues Symbol für Silbermedaillen mit stilisierten Olympischen Ringen | Braundes Symbol für Bronzemedaillen mit stilisierten Olympischen Ringen |
| ------------------------------------------------------------------- | --------------------------------------------------------------------- | ----------------------------------------------------------------------- |
| —                                                                   | —                                                                     | 1                                                                       |

Liechtenstein nahm an den Olympischen Winterspielen 1988 im kanadischen Calgary mit elf männlichen und zwei weiblichen Athleten teil.

## Flaggenträger
Der alpine Schifahrer Andreas Wenzel, der bereits bei den Olympischen Winterspielen 1980 und 1984 je eine Medaille im Riesenslalom gewonnen hatte, trug die Flagge Liechtensteins während der Eröffnungsfeier im McMahon Stadium.

## Medaillen
Die einzige Medaille gewann Paul Frommelt, für den es schon die vierte Olympiateilnahme war.

### Bronze
- Paul Frommelt: Ski Alpin, Herren, Slalom

## Teilnehmer

### Rodeln
- Peter Beck
Einsitzer Männer: Rennen nicht beendet

### Ski Alpin
- Robert Büchel
Abfahrt, Männer: 39. Platz
Super G, Männer: Ausgeschieden
Riesenslalom, Männer: Ausgeschieden
Kombination, Männer: 20. Platz

- Paul Frommelt
Slalom, Männer: 3. Platz 
Kombination, Männer: 16. Platz

- Gregor Hoop
Abfahrt, Männer: 38. Platz
Kombination, Männer: Ausgeschieden

- Jolanda Kindle
Abfahrt, Frauen: 26. Platz
Riesenslalom, Frauen: Ausgeschieden
Slalom, Frauen: Ausgeschieden
Kombination, Frauen: 18. Platz

- Günther Marxer
Super G, Männer: 17. Platz
Riesenslalom, Männer: 25. Platz

- Gerald Näscher
Slalom, Männer: Ausgeschieden

- Jacqueline Vogt
Abfahrt, Frauen: Ausgeschieden
Super G, Frauen: Ausgeschieden
Riesenslalom, Frauen: 21. Platz
Slalom, Frauen: Ausgeschieden
Kombination, Frauen: 18. Platz

- Andreas Wenzel
Riesenslalom, Männer: 6. Platz, 2:09,03 min (+ 2,66 s)
Slalom, Männer: Ausgeschieden

- Silvio Wille
Abfahrt, Männer: 36. Platz
Super G, Männer: 28. Platz
Riesenslalom, Männer: 29. Platz
Slalom, Männer: Ausgeschieden
Kombination, Männer: Ausgeschieden

### Ski Nordisch
- Benjamin Eberle
15 km Langlauf, Herren: 50. Platz
30 km Langlauf, Herren: 47. Platz

- Patrick Hasler
15 km Langlauf, Herren: 51. Platz
30 km Langlauf, Herren: 74. Platz

- Konstantin Ritter
15 km Langlauf, Herren: Rennen nicht beendet
30 km Langlauf, Herren: 58. Platz